# Автошлях Т 0433
Автошля́х Т 0433 — автомобільний шлях територіального значення у Дніпропетровській області. Пролягає територією Криничанського району через Божедарівку — Болтишку — Малософіївку. Загальна довжина — 22,2 км.

## Маршрут
Автошлях проходить через такі населені пункти:
| Автошлях Т 0433          |                    |
| Дніпропетровська область |                    |
| Криничанський район      |                    |
| Божедарівка              | E50М30Т 0429Т 0432 |
| Гуляйполе                |                    |
| Вільне                   |                    |
| Потоки                   |                    |
| Надія                    |                    |
| Болтишка                 |                    |
| Малософіївка             | Н11Т 0432          |